# Żascianka (przystanek kolejowy)
Żascianka (biał. Жасцянка; ros. Жестянка) – przystanek kolejowy w pobliżu miejscowości Żascianka, w rejonie czaśnickim, w obwodzie witebskim, na Białorusi. Położony jest na linii Orsza - Lepel.